# Ben Nighthorse Campbell
Ben Nighthorse Campbell, född 13 april 1933 i Auburn, Kalifornien, är en amerikansk politiker. Han representerade delstaten Colorado i båda kamrarna av USA:s kongress, först i representanthuset 1987-1993 och sedan i senaten 1993-2005. Han var först demokrat men bytte 1995 parti till republikanerna.
Campbells mor var en invandrare från Portugal och fadern cheyenneindian med släktbakgrund även i andra indianstammar. Campbell hade en svår barndom i Placer County, den alkoholiserade fadern var ofta frånvarande och modern var ofta på sjukhuset på grund av tuberkulos. Campbell gick i skola i Placer High School men hoppade av för att delta i koreakriget som militärpolis i USA:s flygvapen. Efter kriget studerade Campbell vid San Jose State College (numera San Jose State University). Han bedrev sedan fortsatta studier vid Meijiuniversitetet i Tokyo.
Campbell var en framgångsrik judoutövare i sin ungdom. Han vann en guldmedalj vid panamerikanska spelen år 1963 och deltog även i Olympiska sommarspelen 1964.
Campbell besegrade sittande kongressledamoten Michael L. Strang i kongressvalet 1986. Han omvaldes två gånger. Han vann sedan senatsvalet 1992 som demokrat och omvaldes 1998 som republikan. Han efterträddes 2005 som senator av Ken Salazar.